# South African Institute of Race Relations
Das South African Institute of Race Relations (NPC), kurz SAIRR (afrikaans Suid-Afrikaanse Instituut vir Rasseverhoudings, deutsch etwa Südafrikanisches Institut für Rassenbeziehungen), ist eine nichtstaatliche Forschungs- und Dokumentationseinrichtung auf dem Gebiet der Sozial- und Wirtschaftswissenschaften in Südafrika. Ihr Sitz befindet sich im Auden House in Johannesburg.

## Zweck des Instituts
Das Institut sammelt und analysiert Daten und Sachverhalte über die Lebensbedingungen benachteiligter Bevölkerungsgruppen, fördert das Bewusstsein zu diesen Fragen und leistet einen Beitrag zum öffentlichen Verständnis dieser Fakten. Aus dem Selbstverständnis der Einrichtung wird Südafrikas Zukunft als eine Gemeinschaft angesehen, in der es keine „rassischen und ethnischen“ Unterschiede gibt, jedoch verschiedene kulturelle Identitäten als Teil der Nation gelten.
In der Satzung wurde das Selbstverständnis des Instituts wie folgt formuliert: „… to work for peace, goodwill, and practical co-operation between the various sections and races of the population of South Africa“.
Nach eigener Darstellung versteht sich das South African Institute of Race Relations als unabhängige Einrichtung. Es betreibt Forschungsarbeit, politische Kritik und Risikoanalyse in und für Südafrika. Zu den analysierten Feldern gehören der Arbeitsmarkt, Fragen der Bodenreform, die demographische Entwicklung, Lebensbedingungen, das Gesundheitswesen, die Wirtschaft, Dienstleistungen und einzelne Unternehmen, die Sicherheit und Kriminalität sowie Politik und Regierungshandeln. Die Forschungs- und Informationsdienste werden von inländischen Kooperationspartnern, ausländischen Regierungen und südafrikanischen Ministerien in Anspruch genommen. Ausgewählte Projekte unterstützen die Parlamentsarbeit und die Tätigkeit von Behörden verschiedener regionaler Ebenen sowie Parteien und Medien. Das Institut verwendet nach eigener Aussage hierfür private Spendengelder.
Das South African Institute of Race Relations errichtete in mehreren südafrikanischen Städten Außenstellen, so beispielsweise in Kapstadt, Gqeberha, East London und Durban.
Eine zum South African Institute of Race Relations konkurrierende Institution mit deutlich konservativerer Position und burischem Selbstverständnis war das South African Bureau of Racial Affairs.

## Geschichte

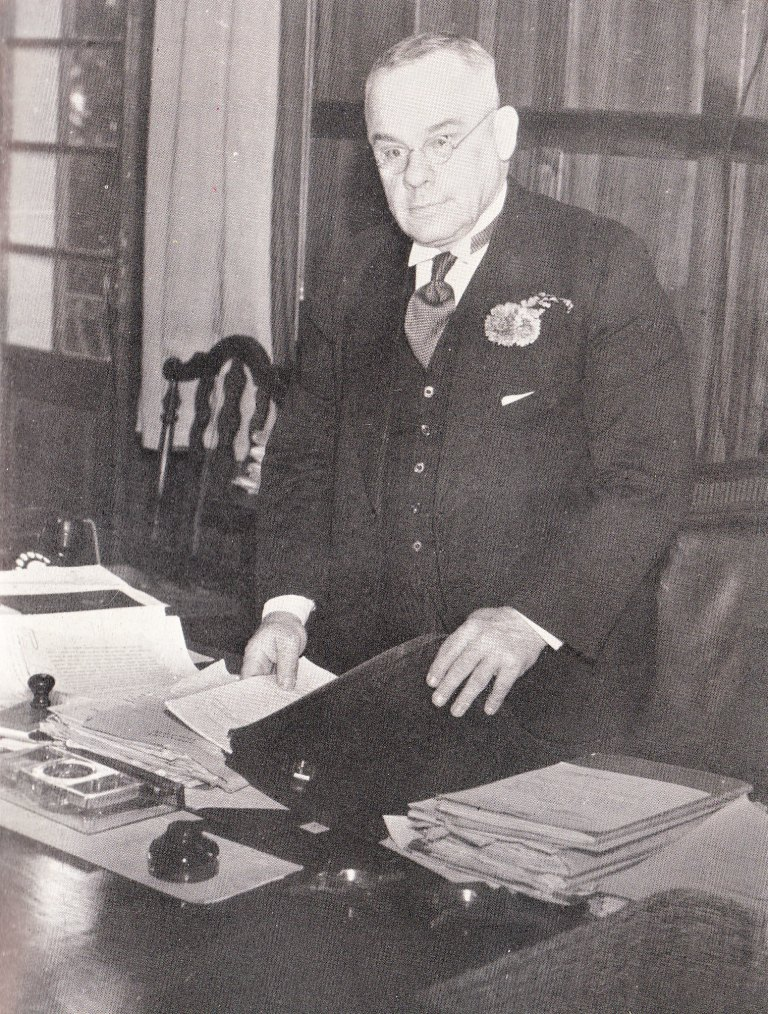
Jan Hofmeyr, der Mentor des Instituts in den 1930er Jahren

Das Institut wurde 1929 als erste Einrichtung Südafrikas gegründet, die dem positiven Zusammenwirken aller Bevölkerungsgruppen und der führenden Erforschung dieser Beziehungen dienen soll. Die Gründungsversammlung fand am 9. Mai im Johannesburger Haus des Missionars Reverend Ray E. Phillips im Kreise von weiteren sieben prominenten Personen statt: Davidson Don Tengo Jabavu (einer der ersten Professoren am University College Fort Hare), Johannes Du Plessis, Charles Templeman Loram (chief inspector of Native education in Natal), Edgar H. Brookes, J. Howard Pim (Mitglied mehrerer Regierungskommissionen), Thomas W. Mackenzie (Herausgeber von The Friend newspaper) und J. H. Nicholson (Bürgermeister von Durban). Zu den frühen Mitwirkenden zählen weiterhin J. G. van der Horst (ab 1930), Reinhold Frederick Alfred Hoernlé (ab 1931), Leo Marquard und Lewis Byron.
Seit seiner frühen Phase in den 1930er Jahren stand das Institut unter der Schirmherrschaft von Jan Hendrik Hofmeyr, zunächst Minister für die Ressorts Bildung, Inneres und öffentliches Gesundheitswesen, später Finanz- und De-facto-Vizepremierminister der Südafrikanischen Union sowie Kanzler der Witwatersrand-Universität.
Innerhalb der Apartheidepoche ging das Institut zur Regierungspolitik der Rassentrennung schrittweise in Opposition. Dafür wurde es von nationalistisch gesinnten Kräften als Gegner ihres Vorgehens gesehen. Aus den Reihen der Apartheidgegner stand es wegen der von ihnen als versöhnlich empfundenen Grundhaltung unter Kritik.
Im November 1972 übergab das Institut historische Bestände aus seinem Archiv an die Bibliothek der Witwatersrand-Universität. Im Rahmen seiner projektbezogenen Arbeit entstand 1984 das Durban African Art Centre in der Stadt Durban.
Als 1977 das Zensurgesetz für den Verlagssektor (Publications Amendment Act, No. 79 / 1977) novelliert wurde, kam es in der Folge zum Verbot einer großen Zahl von im Umlauf befindlicher Druckwerke. Hierunter fiel auch eine Publikation des Instituts mit dem Titel Detention Without Trial in South Africa 1976–1977 (deutsch etwa: „Inhaftierung ohne Anklage in Südafrika 1976–1977“).
Zu dem mit dieser Institution verbundenen Personenkreis zählen beispielsweise folgende Persönlichkeiten: John Kane-Berman (gegenwärtig Direktor des Instituts), Edgar Brookes, Hermann Giliomee, Alfred Hoernlé, Muriel Horrell, Frederik Willem de Klerk, Stoffel van der Merwe, William Barney Ngakane, Alan Paton, Lawrence Schlemmer, Helen Suzman und Jacob Zuma. Viele Personen dieses Kreises werden liberalen Denkströmungen in Südafrika zugerechnet.

## Präsidenten des Instituts
Das Komitee des Instituts stellt die Präsidenten. Dazu zählten:
- Charles Templeman Loram, 1929–1931 (Howard Pim, Schatzmeister / John David Rheinallt Jones, Sekretär)[15][16]
- Edgar Brookes, 1931–1933[16]
- Reinhold Frederick Alfred Hoernlé, 1933–1943[16]
- Maurice Webb, 1943–1945[16]
- Edgar Brookes, 1945–1948[16]
- Winifred Hoernlé, 1948–1950[16]
- John David Rheinallt Jones, 1950–1953[16]
- Ellen Hellmann, 1953–1955[16]
- Leo Marquard, 1955–1957[16]
- Johannes Reyneke, 1957–1958[16]
- Donald Molteno, 1958–1960[16]
- Edgar Brookes, 1960–1961[16]
- Oliver Schreiner, 1961–1963[16]
- Denis Eugene Hurley, 1963–1965[16]
- Gwendolen Carter, 1966[17]
- Ernst Gideon Malherbe, 1967[18]
- Leo Marquard, 1967–1968[19][16]
- I. D. MacCrone, 1968–1969[20][16]
- Sheila Terreblanche van der Horst, 1969–1971[21][16]
- William Frederick Nkomo, Januar 1971–März 1972 (erster afrikanischer Präsident des Instituts, in seiner Amtsperiode verstorben)[22][16]
- Duchesne Cowley Grice, 1972–1973[16]
- Bernard Friedman, 1973–1975[23][16]
- Ezekiel Mahabane, 1975–1977[16]
- John Dugard, 1977–1979[16]
- René de Villiers, 1979–1980[16]
- Franz Auerbach, 1980–1983[16]
- Lawrence Schlemmer, 1983–1985[16]
- Stuart Saunders, 1985–1987[16]
- Mmutlanyane Stanley Mogoba, 1987–1989[24][16]
- Helen Suzman, 1989–1992[16]
- W. D. (Bill) Wilson, 1992–1994[16]
- Hermann Giliomee, 1994–1996[16]
- Themba Sono, 1996–2003[16]
- Elwyn Jenkins, 2003–2007[16]
- Sipho Seepe, 2007–2009[16]
- Jonathan Jansen, 2009–2020[25][26]
- Russell Lamberti, 2020–2024
- Mark Oppenheimer, seit 2024

## Direktoren des Instituts
- John David Rheinallt Jones, 1944–1947[27]
- Quintin Whyte, 1947–1970
- Frederick Johannes van Wyk, 1970–1980
- John Rees, 1980–1983
- John Kane-Berman, 1983–2014[28][29]
- Frans Cronje, seit 2014[29]

## Periodische Publikationen
- Race relations. official journal of the South African Institute of Race Relations (1933–1950), Kurztitel: Race Relations Journal[30]; einige Ausgaben zusätzlich in Afrikaans Rasseverhoudings. offisiele joernaal van die Suid-Afrikaanse Institut vir Rasseverhoudings (1933–1939), insgesamt bis 1935 zweimonatlich, erschien ab 1936 quartalsweise[31]
- Race Relations News (8-seitiges Informationsmaterial[32]), jedoch seit 1936 unter verschiedenen Titeln, Race Relations News seit 1989,[33] Frontiers of freedom (seit Sept. 1994[34])
- New Africa Pamphlet, 23 Ausgaben zwischen 1942 und 1952[35]
- Thought: a journal of Afrikaans and English thinking in South Africa (1955–1977)[36]
- Perspektief. Kwartaalblad oor liberale denkrigtings (1956–?)[37]
- Survey of Race Relations 1946/1947 (seit 1947 jährlich erschienen[38]), bereits ab Ausgabe 1948–1949 A Survey of Race Relations in South Africa, ab Ausgabe 1984 (erschien 1985) Race Relations Survey. Eines der bedeutendsten Jahrbücher mit Daten und Trends zu ökonomischen, sozialen und politischen Entwicklungen in Südafrika. Es gehört zu den Standardwerken seiner Art.[39]
- South Africa Survey 1995/96 (seit 1996), Jahrbuch zu Daten und Fakten über Südafrika, ISSN 1027-1724[40] ab 2000 zunehmend mit statistischen Daten
- Annual Report (seit 1930)[41][42]
- Quarterly Countdown (1986–1989), später Countdown[43]

## Publikationen (Auswahl)
- Harry Raymond Burrows: Indian Life and Labour in South Africa. 1943.[44][45]
- Francis Stephen Mabutha Mncube: Uvukufunde, Johannesburg 1955 (illustrierte Fibel für zulusprachige Schüler)[46][45]
- Ellen Hellmann, Henry Lever (Hrsg.): Conflict and Progress: Fifty Years of Race relations in South Africa. MacMillan Publishers, Johannesburg 1979